# MC-Bauchemie
Die MC-Bauchemie Müller GmbH & Co. KG ist ein international tätiger deutscher Hersteller bauchemischer Produkte und Techniken. Die Unternehmensgruppe ist mit über 2.700 Mitarbeitern in mehr als 40 Ländern tätig und produziert seit 1961 Lösungen zur Vergütung von Beton sowie zum Schutz und zur Instandhaltung von Bauwerken. Der Hauptsitz des Unternehmens ist in Bottrop, Nordrhein-Westfalen. Dort unterhält das Unternehmen zwei Standorte, die neben der Hauptverwaltung die Logistik und Teile der Produktion beherbergen. Hier sind insgesamt ca. 500 Mitarbeiter beschäftigt, bundesweit sind es rund 800.

## Geschichte
Heinrich W. Müller (1915–2010) gründete das Unternehmen im Jahre 1961 in Essen mit 25 Mitarbeitern. 1963 errichtete er in Bottrop eine Produktionsanlage für Beton- und Mörtelzusatzmittel. In den 1970er Jahren baute MC das Geschäft in Deutschland flächendeckend aus. Die Expansion über die deutschen Grenzen hinweg begann 1970 mit der Gründung einer Gesellschaft in Frankreich.
Mit dem Einstieg der Söhne des Firmengründers, Claus-Michael Müller und Bertram Rüdiger Müller (1952–2012), in die Geschäftsführung expandierte die Unternehmensgruppe verstärkt in Europa. Ausgehend von einem Schwesterunternehmen in Irland entstand eine Vielzahl von Tochtergesellschaften, ab Mitte der 1980er Jahre zunehmend auch über die europäischen Grenzen hinaus. Im Januar 1985 gründete das Unternehmen die erste Gesellschaft außerhalb Europas in New Bombay, Indien, um von dort aus den asiatischen Markt zu erschließen.
Nach der politischen Wende in Osteuropa und der Wiedervereinigung in Deutschland begann die MC-Bauchemie 1990 mit dem Aufbau von Vertriebsorganisationen in Ostdeutschland und in den Folgejahren mit Vertriebsorganisationen und Produktionen in den ehemaligen Ostblockstaaten. Parallel wurde das Geschäft auch in Mittel- und Westeuropa weiter ausgebaut.
Nach der Jahrtausendwende schritt die Internationalisierung der MC weiter voran: Mit der MC-Brasil wurde eine eigene Produktionsplattform für Südamerika aufgebaut, mit MC-Taiwan eine weitere Gesellschaft für den asiatischen Markt gegründet. Mitte 2012 startete die MC-Bauchemie mit einer eigenen Gesellschaft in Guinea, um auf dem westafrikanischen Markt Fuß zu fassen.
Im Jahre 2012 wurde ein Standort in Chile gegründet. Die MC-Bauchemie Chile übernahm Ende 2015 das in Santiago de Chile 1994 gegründete Unternehmen Bautek, das in dem Andenland für Produkte für Bau, Industrie und Bergbau bekannt ist. Aus MC-Bauchemie Chile und Bautek wurde in der Folge 2016 die MC Bautek Chile.
Im Februar 2017 erfolgte die Ernennung von Nicolaus Müller, Sohn von Dr.-Ing. Claus-M. Müller, zum Geschäftsführer der MC-Bauchemie Müller GmbH & Co. KG, Bottrop. Damit stieg die dritte Generation der Familie von Firmengründer Heinrich-W. Müller in die Unternehmensführung ein.
Im August 2017 übernahm die MC-Bauchemie in Vietnam die Mehrheit der Anteile an der BIFI JSC, einem vietnamesischen Hersteller von Betonzusatzmitteln und Mahlhilfen für die Zementindustrie, und ging ein Joint Venture mit einigen der bisherigen Gesellschafter ein. Die neue Gesellschaft heißt nun MC-BIFI Bauchemie JSC und ist seit dem 8. November 2017 in Südostasien aktiv.
Ende August 2018 gründete MC eine neue Vertriebsgesellschaft in Dänemark, die MC-Bauchemie Danmark ApS. Der Sitz der neuen Gesellschaft befindet sich in Slangerup im Großraum Kopenhagen.
Am 17. Juli 2019 feierte die MC-Bauchemie Ghana in einem Festakt in Accra den offiziellen Launch ihres Business sowie die Eröffnung einer neuen Produktionsanlage in der ghanaischen Hauptstadt.
Im Dezember 2020 erfolgte die Gründung der MC-Bauchemie Philippines Inc., die ihre Geschäftstätigkeit nach den auf den Philippinen gesetzlich vorgeschriebenen Behördenzulassungen im Frühjahr 2021 aufnahm.
Zum 1. Januar 2022 zog sich Dr. Claus-M. Müller planmäßig aus der Geschäftsführung der MC-Bauchemie und dem direkten, operativen Geschäft zurück. Seither obliegt die Geschäftsführung seinem Sohn Nicolaus M. Müller und Dr. Ekkehard zur Mühlen.
Die MC Bauchemie Gruppe ist heute (Stand 09/2022) mit über 2.500 Beschäftigten weltweit in mehr als 40 Ländern tätig.

## Produkte
Die Geschäftsfelder der MC-Bauchemie sind wie folgt aufgeschlüsselt:
Der Bereich MC for Concrete Industry produziert unter anderem für die Hersteller von Transportbeton, Betonfertigteilen und Betonwaren diverse Beton- und Mörtelzusatzmittel, Nachbehandlungs- und Trennmitteln sowie Betonkosmetik.
Der Bereich MC for Infrastructure & Industry entwickelt Lösungen für die Instandsetzung von Brücken, Tunneln, Parkhäusern, Flughäfen, Hafenanlagen oder auch Abwassersystemen. Er umfasst diverse Produkte für die Betoninstandsetzung, Oberflächenschutzsysteme, Beschichtungssysteme, Injektionssysteme, Fugenabdichtung, Bauwerksabdichtung, Baustellenprodukte sowie mit der Reihe „ombran“ spezielle Produkte für die unterirdische Infrastruktur.
Der Bereich MC for Buildings entwickelt Lösungen für den Hochbau. Dazu zählen die Aufgabenfelder Altbauinstandsetzung, Bauwerksabdichtung, Betoninstandsetzung, Oberflächenschutzsysteme, Beschichtungssysteme, Injektionssysteme, Fugenabdichtung, Estrichsysteme sowie Baustellenprodukte.
Zum Geschäftsfeld MC for Consumer gehören mit den Schwester-Unternehmen Botament und Ultrament zwei Anbieter von Produkten für die spezifischen Bedürfnisse von Fachverarbeitern und Endverbrauchern.